# Cunostrejkerna
Cunostrejkerna var landsomfattande strejker i Tyskland mot förbundskansler Wilhelm Cunos regering i augusti 1923. Strejkvågen krävde, så småningom med framgång, Cuno-regeringens avgång, vilket inträffade den 12 augusti 1923, efter bara nio månader. Strejkerna stärkte också Tredje internationalens förhoppningar om en förestående revolution.

## Bakgrund
I januari 1923 manade Cuno-regeringen till passivt motstånd mot den belgiska och franska ockupationen av Ruhrområdet. Samtidigt växte inflationen i Weimarrepubliken utom kontroll, ett resultat av skadeståndsbetalningarna eller av kostnaderna för det passiva motståndet, som fick lokala myndigheter och företag att bojkotta ockupationsstyrkorna, medan regeringen betalade lönerna till dessa förvaltningar och kompenserade kol- och stålföretagen för deras förluster.
Utgifterna orsakade Reichsmarkens kollaps. Under 1923 föll märket från 21 000 US-dollar i början av året till 6 biljoner i slutet.
För det tyska samhället blev resultatet en fullständig katastrof, eftersom människor rusade ut för att köpa saker innan deras pengar förlorade sitt värde; människor som hade sparat såg besparingarna försvinna över en natt. Avsevärda delar av arbetarrörelsen var emot regeringen, eller till och med mer emot regeringen än mot den franska ockupationsmakten. Deras motto var "Schlag Cuno und Poincaré an der Ruhr und an der Spree!"

## Strejker
En arbetskonflikt i Berlins tryckeriindustri utlöste en vild strejk, startad av Tysklands kommunistiska parti (KPD). Sedeltryckeriet drabbades också, vilket gjorde att sedelpressarna stoppades och inom kort blev det en märkbar brist på papperspengar. Arbetare från kraftverk, byggen och Berliner Verkehrsbetriebe gick med i strejken. De strejkande krävde Cuno-regeringens avgång.
Ledaren för Tysklands socialdemokratiska parti (SPD), Otto Wels, kunde mot KPD:s partiordförande Ruth Fischers vilja förhindra en generalstrejk.
Efter påtryckningar från SPD avvisade en fackföreningskonferens den 10 augusti 1923 uppropet till en generalstrejk och stödde vänstern inom Allgemeiner Deutscher Gewerkschaftsbund. KPD, som inte accepterade nederlaget, höll ett möte med alla revolutionära företagsråd i Stor-Berlin. Mötet utlyste en generalstrejk för att fälla Cuno-regeringen men hindrades i stor utsträckning från att publicera uppropet, eftersom dess tidning Die Rote Fahne hade förbjudits.
Icke desto mindre spred sig strejkerna, med stöd av några i SPD, från Berlin till andra städer och regioner, såsom Hamburg, Lausitz, provinsen Sachsen samt delstaterna Sachsen och Thüringen. Fabriker ockuperades av kommunistiska arbetare och fabriksledningar skickades på flykt. I Ruhrområdet förekom passivt motstånd snarare än strejker. Svaret på strejken överträffade till och med förväntningarna från KPD:s ledning.

## Regeringens avgång
Totalt gick tre och en halv miljon arbetare i strejk, vilket indirekt tvingade Cuno och hans regering att avgå den 11 augusti.
Med Cunos avgång den 11 augusti 1923 upphörde strejkerna snart. Arbetarna började återvända till arbetet. Förutom påtryckningar från strejkerna, den 10 augusti, hade KPD-fraktionen i riksdagen flyttat för att kritisera Cuno-regeringen. SPD, som drivet  av sin bas försökte avvärja det som kunde bli en värre social oro eller möjligen en revolution, såg inget annat politiskt alternativ än att bilda en stor koalition, Rudolf Hilferding, i motsats till vänsterpartister, som i linje med Paul Levi, förespråkade ett sådant drag och uppmanade Gustav Stresemann att ta över regeringen, lösa krisen inom ramen för det parlamentariska systemet och lämna KPD oförmöget att vända den till en revolutionär omvälvning.

## Nära revolution
Icke desto mindre hoppades de ledande i Moskva att det skulle bli en tysk revolution. Det hade förekommit sammandrabbningar med polis i flera städer och dussintals arbetare hade dödats. Leon Trotskij och andra inflytelserika medlemmar av den sovjetiska politbyrån och Tredje internationalen trodde att Tyskland var redo för revolution, men Heinrich Brandler, ledare för KPD, ansåg att det var för tidigt. Trots Brandlers farhågor antog den sovjetiska politbyrån den 23 augusti 1923 en plan för en "tysk oktober", men kuppförsöket avbröts i sista minuten. Beskedet om inställandet nådde inte Hamburg i tid (eller ignorerades möjligen av den lokala KPD-ledningen) och det lokala upproret ägde rum som planerat.